# Francis Mansour Zayek
Francis Mansour Zayek Khoury (arabisch فرنسيس منصور الزايك; * 18. Oktober 1920 in Manzanillo, Kuba; † 14. September 2010 im Libanon) war Erzbischof von Saint Maron of Brooklyn.

## Leben
Francis Mansour Zayek war eines von sechs Kindern von Mansour und Miriam (Khoury) und wurde in Manzanillo, Kuba, geboren. 1931 siedelte die Familie in den Libanon über. Zayek trat in das Priesterseminar ein und studierte im Libanon und in Rom. Er empfing am 17. März 1946 die Priesterweihe für das Maronitische Patriarchat von Antiochien und des ganzen Orients im Libanon. Nach seinem Promotionsstudium in Kanonischem Recht in Rom war er Seelsorger der Maronitischen Gemeinde in Kairo, zudem für die Apostolische Nuntiatur in Kairo tätig. Nach der Rückkehr nach Rom war er als Anwalt für die römische Kurie tätig.
Papst Johannes XXIII. ernannte ihn am 30. Mai 1962 zum Titularbischof von Callinicum dei Maroniti und bestellte ihn zum Weihbischof in São Sebastião do Rio de Janeiro. Der Patriarch von Antiochien, Pierre-Paul Méouchi, spendete ihm am 5. August desselben Jahres die Bischofsweihe; Mitkonsekratoren waren Pietro Sfair, Bischofsordinarius für Maroniten in Rom, und Abdallah Nujaim, Bischof von Baalbek.
Zayek war von 1962 bis 1965 Konzilsvater an allen vier Sitzungsperioden des Zweiten Vatikanischen Konzils.
Papst Paul VI. ernannte ihn am 27. Januar 1966 zum Bischof der Vereinigten Staaten von Amerika für Gläubige des orientalischen Ritus. In seine Amtszeit fiel die Umfirmierung des Apostolischen Exarchats der Vereinigten Staaten von Amerika für Gläubige des orientalischen Ritus in die Eparchie Saint Maron of Detroit und später in die heutige Eparchie Saint Maron of Brooklyn.
Am 10. Dezember 1982 erhob Papst Johannes Paul II. ihn zum Erzbischof ad personam. Am 11. November 1996 nahm Johannes Paul II. seinen altersbedingten Rücktritt an.
Zayek war Mitglied der maronitischen Patriarchalsynode. Er erhielt die Ellis Island Medal of Honor.